# Sávvas Angelídis
Sávvas Angelídis (en grec moderne : Σάββας Αγγελίδης), né le 26 janvier 1974 à Nicosie, est un homme politique chypriote.

## Biographie
Il est ministre de la Défense entre le 1er mars 2018 et le 29 juin 2020 dans le second gouvernement du président de la République Níkos Anastasiádis.